# Склерофітні луки та чагарники Сирії
Склерофітні луки та чагарники Сирії або Близькосхідний степ (ідентифікатор WWF: PA0812) — палеарктичний екорегіон помірних луків, саван і чагарників, розташований на Близькому Сході.

## Географія
Екорегіон склерофітних луків та чагарників Сирії простягається дугою від західної Йорданії та південно-західної Сирії через більшу частину центральної Сирії до північного Іраку. Тут екорегіон перетинає середню течію річок Євфрат і Тигр і тягнеться на схід і південь уздовж передгір'їв Загросу до кордону з Іраном. В рельєфі екорегіону переважають майже пласкі рівнини або пагорби, середня висота регіону становить 468 м над рівнем моря. З геологічної точки зору основу регіону складають мезозойські та третинні вапняки. В межиріччі Тигру та Євфрату поширені алювіально-колювіальні ґрунти. Південно-східна частина екорегіону характеризується вулканічними полями чорного базальту.
На півночі і заході близькосхідний степ переходить у екорегіон хвойних та широколистяних лісів Східного Середземномор'я, який охоплює значну частину Родючого Півмісяця. На північному сході, в горах Загросу, поширений загроський лісостеп. На півдні екорегіон переходить у Месопотамську чагарникову пустелю та в Аравійську пустелю.

## Клімат
В екорегіоні переважає напівпустельний, подекуди навіть пустельний клімат, для якого характерне спекотне літо та відносно холодна зима з частими морозами. Середньорічна кількість опадів становить менше 250 мм. На півдні і сході, де чагарниковий степ переходить у Сирійську пустелю, клімат найбільш посушливий. Середня температура коливається від 7 °C у січні до 27 °C у липні. Навесні і восени в регіоні дме південний вітер хамсин. Він приносить спекотне, насичене пилом повітря з Аравійської пустелі, яке може викликати підвищення температури до 43-49 °C.

## Флора і фауна
Основними рослинними угрупованнями екорегіону є чагарникові степи, які місцями перетинаються галерейними лісами, зосередженими у вузьких смугах в долинах річок. Існують свідчення того, що колись в екорегіоні переважав лісостеп, однак він зник після століть надмірного випасу худоби та збирання дров.
На глибоких, незасолених ґрунтах ростуть невисокі чагарники білого полину (Artemisia herba-alba), часто в асоціації з бульбистим тонконогом (Poa bulbosa). На кам'янистих ґрунтах росте мітлистий саксаул (Haloxylon scoparium). Серед поширених в екорегіоні чагарників і трав'янистих рослин слід навести Noaea mucronata, Anabasis syriaca, Ranunculus asiaticus, Ferula communis та Ziziphus lotus.
В регіоні протікають Тигр і Євфрат, а також зустрічаються постійні і сезонні озера і болота, як прісноводні, так і солоні. Поблизу води ростуть зарості тамариксів (Tamarix spp), вузьколиста осока (Carex stenophylla) та євфратські тополі (Populus euphratica), а в заболоченій місцевості росте очерет (Phragmites spp.). 
Подалі від людських поселень зустрічаються такі хижі ссавці, як вовки (Canis lupus), піщані лисиці (Vulpes rueppellii), звичайні каракали (Caracal caracal), смугасті гієни (Hyaena hyaena), очеретяні коти (Felis chaus) та степові коти (Felis lybica). В густих чагарникових заростях живуть аравійські піщані газелі (Gazella marica) та кавказькі борсуки (Meles canescens), а в очеретяних заростях та в напівпустелях — дикі свині (Sus scrofa). Серед інших ссавців екорегіону слід навести лівійську піщанку (Meriones libycus) та вухатого їжачка (Hemiechinus auritus).
Серед ендемічних тварин слід навести сирійську красаву (Calomyscus tsolovi), поширеного в районі Дара'а на південному заході Сирії, а також віялопалого гекона Ананьєвої (Ptyodactylus ananjevae) та йорданську гребнепалу ящірку (Acanthodactylus ahmaddisii), що є ендеміками Йорданії.
Поєднання аридного степу і річкових долин дозволяє регіону підтримувати величезну різноманітність видів птахів, які залежать як від посушливих територій, так і від водно-болотних угідь. У напівпустельних районах зустрічаються східні джеки (Chlamydotis macqueenii), рідкісні євразійські дрохви (Otis tarda) та хохітви (Tetrax tetrax). В степових районах подекуди гніздяться степові боривітри (Falco naumanni). Також в екорегіоні  зустрічаються білоголові сипи (Gyps fulvus), ланери (Falco biarmicus) та інші хижі птахи. Долина Євфрату є основним міграційним шляхом для водно-болотних птахів, її старичні озера та річкові болота створюють вузький коридор між важливими водно-болотними угіддями Південної та Центральної Туреччини та великими водно-болотними угіддями Месопотамії в Іраку. На сезонних солоних озерах екорегіону мешкають рожевокрилі фламінго (Phoenicopterus roseus), малі баклани (Microcarbo pygmaeus) та вузькодзьобі чирянки (Marmaronetta angustirostris). Навесні та восени на річкових островах збираються тисячі звичайних горлиць (Streptopelia turtur), що мігрують до Африки. На прилеглих рівнинах зустрічаються білочереві рябки (Pterocles alchata), які у великій кількості відвідують Євфрат, щоб напитися води. В чагарниках поблизу води живуть бліді берестянки (Iduna pallida) та малі горлиці (Spilopelia senegalensis)

## Збереження
Оцінка 2017 року показала, що 1240 км², або менше 1 % екорегіону, є заповідними територіями. Природоохоронні території включають: Біосферний заповідник Муджиб, Біосферний заповідник Дана та Природний заповідник Фіфа в Йорданії.